# أبو صالح (داعش)
موفق مصطفى محمد الكرموش (1 فبراير 1973 - 10 ديسمبر 2015)، المعروف بكنيته أبو صالح العفري، هو عراقي وممول بارز لتنظيم لدولة الإسلامية.

## تاريخه
ولد أبو صالح في 1 فبراير 1973 في العراق.

### عقوبات الولايات المتحدة
تم فرض عقوبات عليه في 29 سبتمبر 2015 من قبل وزارة الخزانة الأمريكية. وبحسب وزارة الخزانة الأمريكية، فقد «أشرف على الشؤون المالية لداعش، بما في ذلك دفع الرواتب. وقد أشرف سابقًا على الشؤون المالية العسكرية لداعش وعمل كأحد المديرين الماليين لتنظيم القاعدة في العراق.»

## وفاته
قُتل أبو صالح في غارة جوية أمريكية في 10 ديسمبر 2015. ذكرت تقارير أخرى أن الغارة وقعت في نوفمبر 2015.
العقيد ستيف وارين من الجيش الأمريكي، المتحدث العسكري الأمريكي السابق في بغداد، وصفه بأنه «أحد أعضاء الشبكة المالية لتنظيم الدولة الإسلامية وأكثرهم خبرة» و «عضو إرث في تنظيم القاعدة».
العقيد وارين كذلك وصف أبو صلاح بأنه «أحد أعضاء الشبكة المالية للجماعة المسلحة وأكثرهم خبرة». وأضاف وارين: «إن قتله وأسلافه يستنفد المعرفة والموهبة اللازمة لتنسيق التمويل داخل المنظمة».